# 1888 na música

## Nascimentos
| Data            | Nome          | Profissão  | Nacionalidade           | Observações | Ref |
| --------------- | ------------- | ---------- | ----------------------- | ----------- | --- |
| 27 de Fevereiro | Lotte Lehmann | soprano    | Alemanha                | m. 1976     |     |
| 11 de Maio      | Irving Berlin | compositor | Rússia / Estados Unidos | m. 1989     |     |

## Mortes
| Data        | Nome                   | Profissão  | Nacionalidade | Observações | Ref |
| ----------- | ---------------------- | ---------- | ------------- | ----------- | --- |
| 29 de Março | Charles-Valentin Alkan | compositor | França        | n. 1813     |     |